# 亚马逊日本
亞馬遜日本（amazon.co.jp）是一家日本購物網站，由跨國電子商務企業亞馬遜在日子公司亞馬遜日本合同會社經營，成立於2000年11月1日。總部位於東京，並在日本全國設有多個配送中心。

## 概要
亚马逊日本是亚马逊在日本的本地化网站，于2000年11月1日开设，網址註冊為「Amazon.co.jp」，提供日文、英文、简体中文等三種語言介面。最初只贩卖书籍，后来贩卖的商品种类不断增加。截止2014年11月10日，其所提供的商品种类如下：
- Amazon Kindle
- 影音
- 电子版音乐
- 应用软件商店
- PC软件&电视游戏下载
- 书籍、漫画、杂志
- DVD、音乐、游戏
- 家电、照相机、音响映像设备
- 电脑、办公用品
- 家庭&厨房、宠物
- 食品&饮料
- 健康&美容
- 婴儿用品、玩具、嗜好
- 时尚、包包、手表
- 运动&户外
- DIY、汽车&摩托车用品

## 营业额
- 2010年50.25亿美元（同年的汇率为大约4400亿日元）
- 2011年65.76亿美元（约5200亿日元）
- 2012年78亿美元（约6200亿日元[3]）
- 2013年76.39亿美元（约7455亿日元）。

## 配送方式

### 日本境内
- 雅玛多运输
- 佐川急便
- Japan Post
- Katolec
- ADP
- Yamato Home Convenience
- SG Moving
- Plus Cargo Service

包括但不限于以上物流

### 日本境外
- DHL
- 易客满(ECMS)

包括但不限于以上物流

## 历史
2000年11月1日，亚马逊日本版Amazon.co.jp开业
2001年1月，在北海道札幌市开设顾客服务中心
2001年4月，Jasper Cheung就任亚马逊日本代表取缔役社长
2001年5月9日、Amazon助理计划（Amazonアソシエイト・プログラム）开始实施。
2002年11月6日、导入亚马逊市场（Amazonマーケットプレイス）。亚马逊市场是专为了让亚马逊以外的第三者贩卖商品而提供的。。
2005年11月1日，新物流中心亚马逊市川FC在千叶县市川市开业，是旧物流中心的约4倍
2006年6月12日、亚马逊e托贩卖服务（Amazon e託販売サービス）开始实施。亚马逊e托贩卖服务是为了让拥有贩卖权的出版社、制造商委托亚马逊在其网站上贩卖商品而开设的服务，需要向亚马逊缴纳一定的年会费。
2007年4月24日、贸易商amazon.co.jp（マーチャントamazon.co.jp）开始实施。贸易商amazon.co.jp是面向法人的服务，企业利用亚马逊的平台出售自己的商品，并在Amazon.co.jp中拥有各自专用的页面，可自行设置运费和退货协约等内容
2007年10月，新物流中心亚马逊八千代FC在千叶县八千代市开业。
2008年4月14日，对网站开设以来的界面进行了重新设计。
2008年4月24日，配送 by Amazon（フルフィルメント by Amazon）开始实施。配送 by Amazon是指将使用贸易商@amazon.co.jp服务的企业的商品放在亚马逊所有的仓库里，亚马逊代为保存管理，有顾客订单时与亚马逊发售的商品一样打包，直接发货的一种服务。使用该服务的企业需要向亚马逊缴纳货物保管手续费，商品发送后需要缴纳代为发货的手续费
2008年11月27日，开设专门贩卖鞋子和包包的Javari.jp。
2009年7月5日，日本东京国税局以亚马逊国际贩卖的「总公司机能的一部分在日本」（在日本有符合日美租税条约所规定的恒久设施）为由，对亚马逊日本处以140亿日元的补缴税款处罚。亚马逊方面主张其「已经在美国交了税」，申请日本和美国进行双边磋商。亚马逊日本也认为「被要求在日本交税是不合适的」，主张其没有在日本纳税的义务。
2009年8月，新物流中心亚马逊堺FC在大阪府堺市开业，缩短了往西日本方向发货的时间
2009年10月16日，FBA多频道服务（FBAマルチチャネルサービス）开始实施。FBA多频道服务是指，为没有在亚马逊网站上进行商品贩卖的商家代管商品及代发货的服务。
2010年6月17日，Amazon Vine开始实施
2010年7月12日，新物流中心亚马逊川越FC在埼玉县川越市开业。
2010年11月1日，Amazon.co.jp贩卖发送的所有商品的通常发货运费全部免费。亚马逊市场的商品、非通常发货或非便利店取货的商品不在免费范围。
2010年11月2日，新物流中心大东FC在大阪府大东市开业。
2010年11月9日，无数字版权保护的音乐的数位音乐下载服务，亚马逊MP3下载（Amazon MP3ダウンロード）开始实施 。
2011年4月1日，新物流中心亚马逊常滑FC在爱知县常滑市开业。
2011年8月16日，PC软件下载商店开业。
2011年9月12日，新物流中心亚马逊芳野台FC在埼玉县川越市开业。
2011年，新物流中心亚马逊狭山FC和亚马逊川岛FC开业。
2012年2月24日，在宫城县仙台市开设客户服务中心。
2012年4月1日，总公司地址转移到东京都目黑区下目黑。
2012年5月7日，亚马逊游戏收购服务（Amazonゲーム買取サービス）开始实施。亚马逊游戏收购服务由株式会社TXT查定价格，并使用亚马逊礼品卷支付。
2012年5月30日，新物流中心亚马逊鸟栖FC在佐贺县鸟栖市开始运行。
2012年秋，网站界面重新设计，特别是商品图像的放大表示部分变得更大。
2012年10月25日，电子书服务Kindle商店开业。
2012年11月15日，Amazon Cloud Player开始提供。Amazon Cloud Player是能让在亚马逊MP3商店购入的音乐在各种设备上播放的服务。
2012年11月，新物流中心亚马逊多治见FC在岐阜县多治见市开业。
2012年11月，一起购入计划（あわせ買いプログラム）开始实施，低价的商品由此不能够单品购入，必须购入总额达到一定金额才能购买。。
2013年，新物流中心亚马逊小田原FC在神奈川县小田原市开业。
2013年，物流中心亚马逊常滑FC和亚马逊芳野台FC关闭。
2013年7月8日，大阪支社于大阪府大阪市北区中之島开业。
2013年8月21日，Kindle所有者文库（Kindleオーナー ライブラリー）上线。持有Kindle设备的亚马逊高级会员可以在指定的书籍中，每个月免费选择阅读一本。。
2013年9月3日，新物流中心亚马逊小田原FC正式运行。
2013年11月26日，数位影音服务亚马逊影音（Amazonインスタント・ビデオ）上线。
2014年2月20日，面向法人的融资服务亚马逊贷款（Amazon レンディング）上线。
2014年4月8日，亚马逊开始直接贩卖酒类。。
2014年6月，javari.jp停止服务，其业务并入amazon.co.jp。